# Foundation (TV-serie)
Foundation är en amerikansk science fiction-dramaserie från 2021. Serien är skapad av David S. Goyer och Josh Friedman för Apple TV+ och är löst baserad på Stiftelseserien av Isaac Asimov. Första säsongen hade premiär den 24 september 2021 och består av tio avsnitt. Den andra säsongen hade premiär den 14 juli 2023. Säsong 3 hade premiär den 11 juli 2025.

## Handling
Serien kretsar kring ett grupp individer som försöker rädda mänskligheten och återuppbygga civilisationen.

## Rollista (i urval)
- Jared Harris – Hari Seldon
- Lee Pace – Brother Day (Cleon XII and XIII)
- Lou Llobell – Gaal Dornick
- Leah Harvey – Salvor Hardin
- Laura Birn – Eto Demerzel
- Terrence Mann – Brother Dusk (Cleon XI and XII)
- Cassian Bilton – Brother Dawn
- Alfred Enoch – Raych Foss
- Cooper Carter – Dawn/Cleon XIII.
- Reece Shearsmith – Jerril
- Clarke Peters – Abbas Hardin
- Sasha Behar – Mari Hardin
- Daniel MacPherson – Hugo Crast
- Kubbra Sait – Grand Huntress Phara Keaen
- Elliot Cowan – Lewis Pirenne
- Amy Tyger – Azura Odili
- Mido Hamada – Shadow Master Obrecht
- Christian Contreras – Commander Dorwin
- T'Nia Miller – Zephyr Halima Ifa
- Alexander Siddig – Advocate Xylas
- Ian McNeice – Master Statistician Tivole
- Mikael Persbrandt – The Mule[7]